# Adam Kaminski
Adam Kaminski (Chatham-Kent, 27 de maio de 1984) é um voleibolista profissional canadense origem polonesa, jogador posição central, representante Canadá. 

## Títulos
Clubes
Campeonato Esloveno:
- 2009, 2010

Copa da Checa:
- 2013

Campeonato Checa:
- 2013

Seleção principal
Copa Pan-Americana:
- 2008
- 2011